# Capsicum annuum
Espèce
Classification APG II (2003)
Capsicum annuum est une espèce de plantes dicotylédones de la famille des Solanacées, originaire d'une région allant de la Colombie au sud des États-Unis.
Capsicum annuum est l'espèce du genre Capsicum la plus cultivée au monde, essentiellement pour ses fruits employés comme légumes ou comme condiments (tous les poivrons et de nombreux piments), parfois pour l'ornement. Les fruits étant riches en capsaïcinoïdes, en caroténoïdes, en composés phénoliques et en vitamines C et A, des applications industrielles sont envisagées pour composer des additifs antioxydants et antimicrobiens, des produits pharmaceutiques anti-inflammatoires et antalgiques, et des cosmétiques.

## Variétés

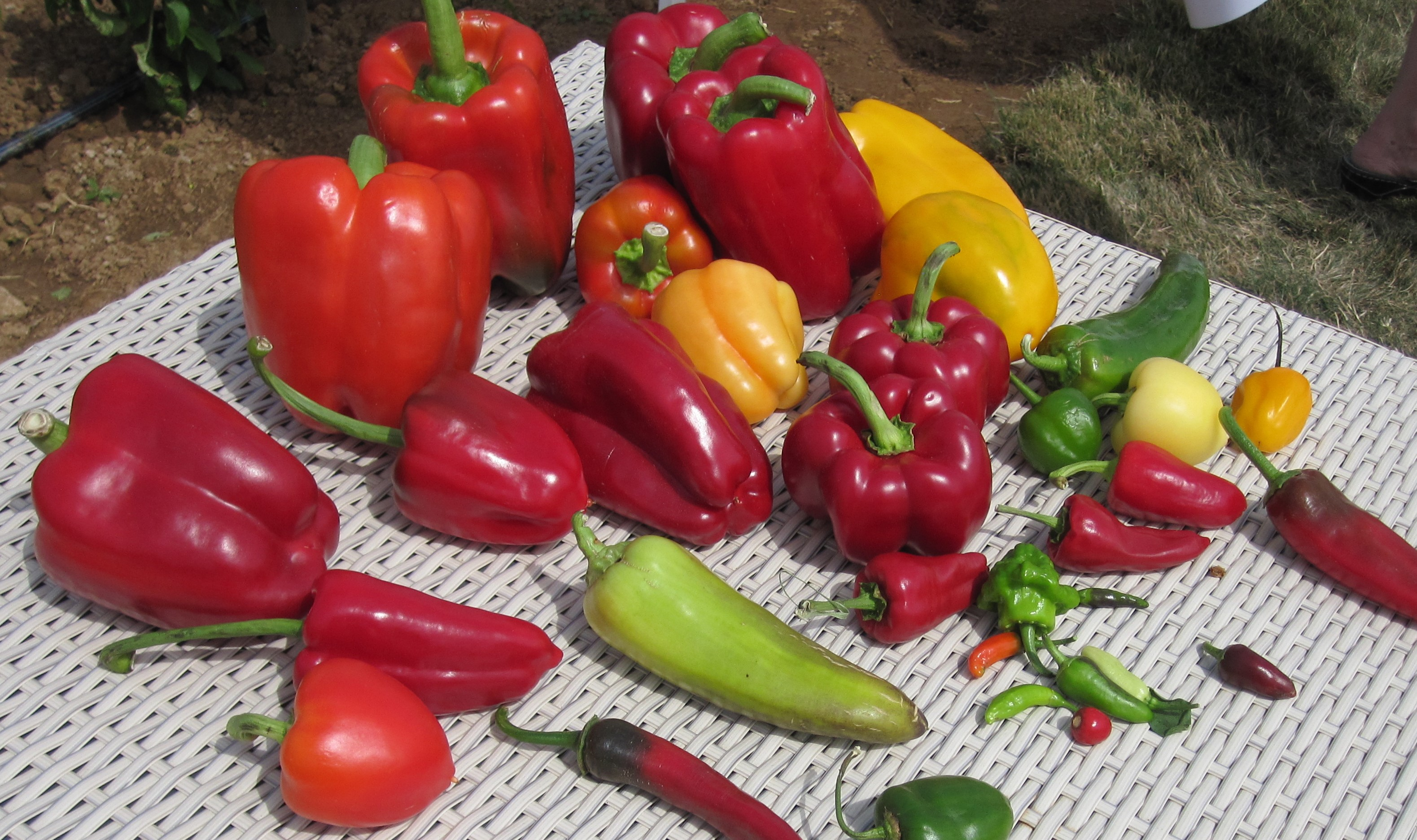
Diversité des formes, des tailles et des couleurs chez Capsicum annuum

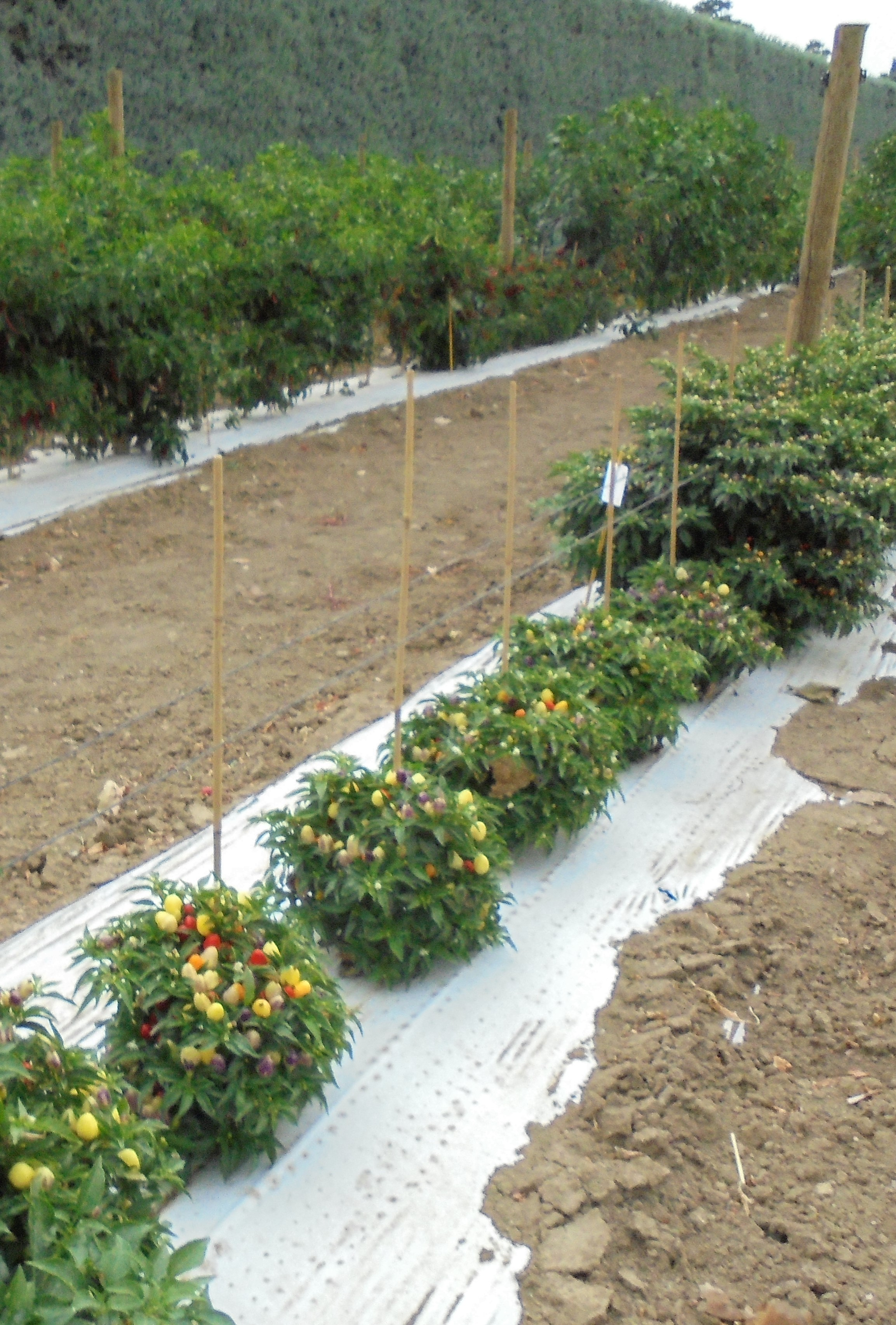
Conservation de ressources génétiques de piments. Institut National de la Recherche Agronomique (INRA) GAFL Cavaillon

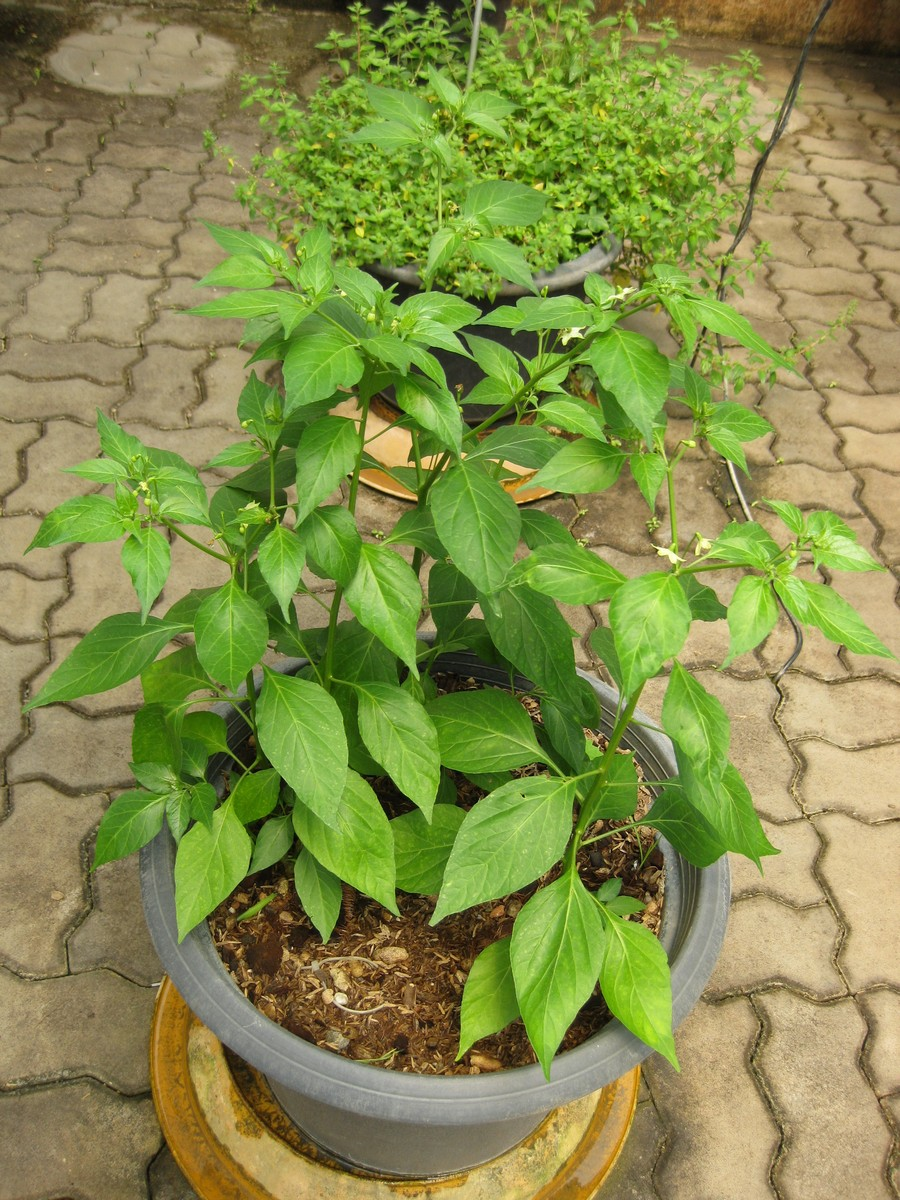
Pied de Capsicum annuum en pot, Jardin botanique de la reine Sirikit, Thaïlande

Des collections de cultivars de piments et poivrons sont entretenues dans différents pays pour préserver les ressources génétiques de l'espèce et des espèces voisines.
En France, le réseau de ressources génétiques de Solanacées à fruits basé à Avignon a la responsabilité de la conservation de nombreuses variétés de piments, tomates et aubergines. Il entretient en particulier la collection nationale de ressources génétiques de piment-poivron.
Dans les catalogues européens des espèces et variétés, figurent plus de 2 300 variétés inscrites de piments et poivrons (Capsicum annuum), dont plus de 155 dans le catalogue français. Ces catalogues comprennent une majorité de variétés modernes, souvent des hybrides F1, mais aussi des variétés traditionnelles. En outre, pour répondre aux critiques formulées à l'égard des catalogues officiels par des jardiniers amateurs, des variétés peuvent être ajoutées dans une « liste annexe des variétés sans valeur intrinsèque, dénommée précédemment en France : liste annexe des anciennes variétés pour amateurs ». Actuellement une seule variété est inscrite à ce titre : « Golden sweet ».

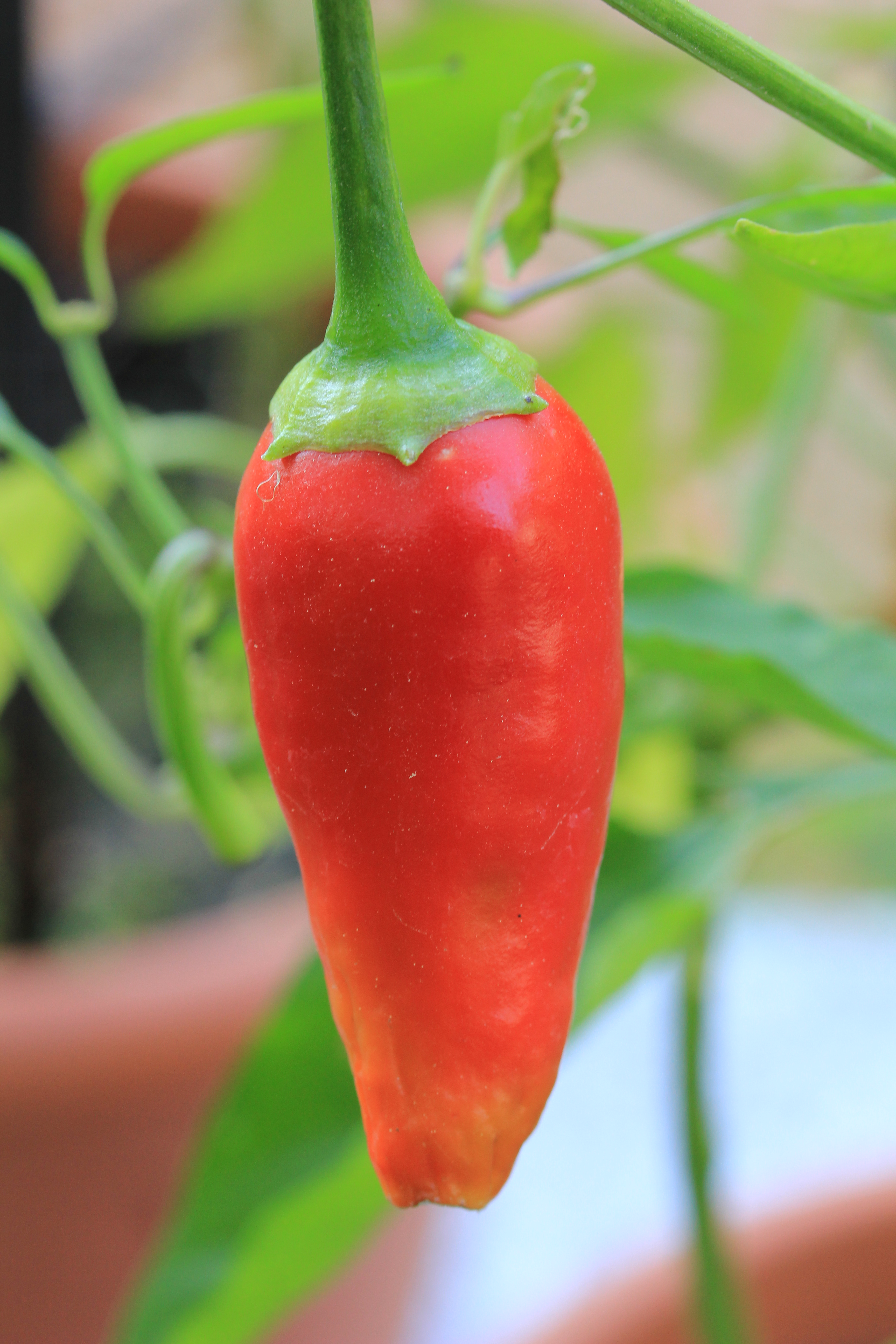
Capsicum annuum - Jardin botanique Henri Gaussen, Muséum d'Histoire naturelle de Toulouse

Parmi les piments les plus connus de l'espèce Capsicum annuum, on peut citer :
- Piment d'Anglet ou Piment doux des Landes ou Piment doux de Gascogne ou Piment doux du Pays basque ;
- Piment banane ou Poivron banane (nommés ainsi d'après leur couleur, forme et saveur) ou Poivron Wax jaune :  jaune-vert ou jaune, mais qui peut aussi être rouge une fois mûr ; doux et sucré ;
- Piment Cascabel (Piment grelot) ou Chile bola (Piment boule) : fruit séché d'un Capsicum annuum de variété Mirasol  du Mexique ; doux à moyennement fort ;
- Chipotle (piment fumé en langue nahuatl) :  fruit cueilli rouge puis séché par fumage du piment Jalapeno ; moyennement fort à fort ;
- Poivron corne de taureau, vert, jaune ou rouge ; Italie, Maghreb ; doux ;
- Piment d'Espelette : Appellation d'Origine Protégée du Pays basque français ; moyennement fort ;
- Piment d'Ibarra : préparé dans du vinaigre pour obtenir le label basque « Ibarrako piparrak » : peu piquant ;
- Piment jalapeño (du nom de la ville de Jalapa, État de Vera-Cruz, Mexique) : cueilli rouge, il est alors appelé Jalapeño morita; séché par fumage, il devient, selon la variété du lieu le Chipotle morita au nord du Mexique, ou le Chipotle meco au centre et dans le Sud du Mexique ; moyennement fort à fort ;
- Poblano (du nom de l'État de Puebla, Mexique) : Capsicum annuum cultivé au Mexique, aux États-Unis, etc. ; son fruit séché est le Ancho, un des trois piments les plus couramment produits et consommés au Mexique avec le Guajillo et le Pasilla ; doux à moyennement fort ;
- Poivron ou Piment doux : de formes et de couleurs variables, vert, jaune, rouge ou brun ; doux ;
- Serrano (de serrano = des montagnes) : Capsicum annuum proche du jalapeño, cultivé au Mexique, dans les États de Puebla et de Hidalgo, aux États-Unis, etc. ; fort à très fort ;
- Tepin (Chiltepin) : variété sauvage de Capsicum annuum du Nord du Mexique et du Sud du Texas ; sa variété cultivée est le Piment piquin oupequin (cf. supra : piment oiseau) ; fort à très fort ;
- etc.

La plupart des piments les plus forts appartiennent à d'autres espèces telles que :
- Habanero : Capsicum chinense, très fort ;
- Tabasco : Capsicum frutescens cultivé pour la fabrication de la sauce qui porte son nom ; moyennement fort à fort ;
- Piment de Cayenne ou Piment enragé : Capsicum frutescens ; fort à très fort ;
- Piment oiseau ou  Piment œil d'oiseau :  pratiquement tous sont des Capsicum frutescens ou des Capsicum annuum, forts à très forts ;
- etc.

Voir Liste de variétés de piment

## Maladies et viroses
De nombreuses maladies peuvent affecter la production des piments. La création de variétés plus résistantes permet de lutter contre certaines maladies et viroses telles que TMV, PPMMoV, PVY, TSWV,CMV, Phytophtora, Leveillula, TEV, Xanthomonas.
Certaines bactéries telles que Acinetobacter peuvent contribuer à aider Capsicum annuum à résister à des maladies et/ou à la sécheresse,.

## Résistance à la chaleur
Des travaux de sélection rendus possible grâce à l'utilisation de technologies à haut débit en différents lieux ont permis de trouver des matériels génétiques permettant d'augmenter sensiblement la résistance à la chaleur des variétés actuelles.